# Поезда под пристальным наблюдением

Титры фильма

«Поезда под пристальным наблюдением» (чеш. Ostře sledované vlaky) — чехословацкий комедийный фильм 1966 года режиссёра Иржи Менцеля, один из самых известных фильмов чехословацкой новой волны. Это история взросления молодого человека, работающего на железнодорожной станции в оккупированной немцами Чехословакии во время Второй мировой войны. Сценарий картины основан на одноимённом романе Богумила Грабала 1965 года. Фильм был снят киностудией «Баррандов» на натуре в Центральной Чехии. Фильм, выпущенный за пределами Чехословакии в 1967 году, получил премию «Оскар» за лучший фильм на иностранном языке на 40-й церемонии вручения премии «Оскар».

## Сюжет
Подросток Милош Грма, который в начале фильма с иронией рассказывает о своей семье, состоящей, по мнению окружающих, из потомственных лентяев, незадолго до конца Второй мировой войны и немецкой оккупации Чехословакии, проходит обучение на диспетчера и устраивается на работу на небольшую железнодорожную станцию. Мать надевает на него новую униформу, и он отправляется на станцию, чтобы работать на железной дороге, как его ушедший на пенсию отец-машинист. Работы на полустаннке немного. Начальник станции возится с голубями, у него добрая жена, но он завидует успеху, которым пользуется у женщин поездной диспетчер Губичка. Безмятежную жизнь вокзала периодически нарушает приезд советника Зедничека, пособника нацистов, который изъясняется пропагандистскими штампами. Сотрудники станции выслушивают речи Зедничека, однако прекрасно знают им цену и в душе не согласны с ними.
У Милоша завязываются отношения с симпатичной молодой кондукторшей Машей. Опытный Губичка пытается выпытать подробности и понимает, что Милош ещё девственник. По своей инициативе Маша проводит ночь с Милошем, но у юноши от возбуждения происходит преждевременная эякуляция, и он оказывается не в состоянии совершить половой акт. На следующий день в отчаянии он пытается покончить с собой в гостинице, но его спасают. Молодой врач в больнице объясняет Милошу, что ejaculatio praecox — нормальное явление для его возраста, и рекомендует Милошу в нужный момент «думать о чем-нибудь другом», например о футболе, а ещё — найти опытную женщину, которая помогла бы ему пережить первый сексуальный опыт.
Во время ночной смены Губичка флиртует с молодой телеграфисткой Зденичкой и ставит на её бедрах и ягодицах отпечатки станционных штемпелей. Мать девушки замечает штампы и жалуется начальству Губички.
Немцы и их пособники находятся в напряжении, так как на их поезда и железнодорожные пути совершают нападения партизаны. Участница сопротивления, скрывающаяся под кодовым именем "Виктория Фрайе", доставляет Губичке бомбу замедленного действия для подрыва товарного поезда с боеприпасами. По просьбе Губички «опытная» Виктория также помогает Милошу лишиться девственности. Наутро Милош, по собственному признанию, ощущает себя иным человеком, спокойным и уверенным не только в отношениях с женщинами, но и в целом как будто начавшим новую жизнь, избавившись от груза своего нелепого прошлого.
На следующий день, в решающий момент, когда поезд с боеприпасами приближается к станции, Губичка оказывается втянутым в фарсовое дисциплинарное слушание под надзором Зедничека из-за истории со штемпелями, и не может осуществить задуманное. Осознав это, Милош сам берёт бомбу и в соответствии с планом Губички сбрасывает её на поезд с семафорной платформы, расположенной над путями. Пулеметчик в поезде, заметив Милоша, открывает стрельбу, Милош погибает и падает на один из вагонов состава.
Зедничек завершает дисциплинарное слушание, назвав чешский народ «смеющимися гиенами» (фраза, которую на самом деле использовал высокопоставленный нацистский чиновник Рейнхард Гейдрих). Начальник станции в отчаянии, потому что скандал с Губичкой и Зденичкой разрушил его надежду на повышение в должности до инспектора железных дорог. В это время за поворотом недалеко от станции происходит серия мощных взрывов — поезд с боеприпасами уничтожен бомбой. Губичка, не зная, что случилось с Милошем, смеётся, радуясь потерям, понесённым нацистскими оккупантами. Маша, которая ждала разговора с Милошем, поднимает с земли его форменную фуражку, принесённую взрывной волной.

## В ролях
- Вацлав Нецкарж[англ.] — Милош Грма
- Йозеф Сомр — поездной диспетчер Губичка
- Властимил Бродский — советник Зедничек
- Владимир Валента — начальник станции Ланска
- Йитка Бендова — кондуктор Маша
- Йитка Зеленогорска[англ.] — телеграфистка Зденичка
- Надя Урбанкова — Виктория Фрайе
- Любуше Гавелкова — жена Лански
- Милада Ежкова — мать Зденички
- Иржи Менцель — доктор Брабек

## Производство

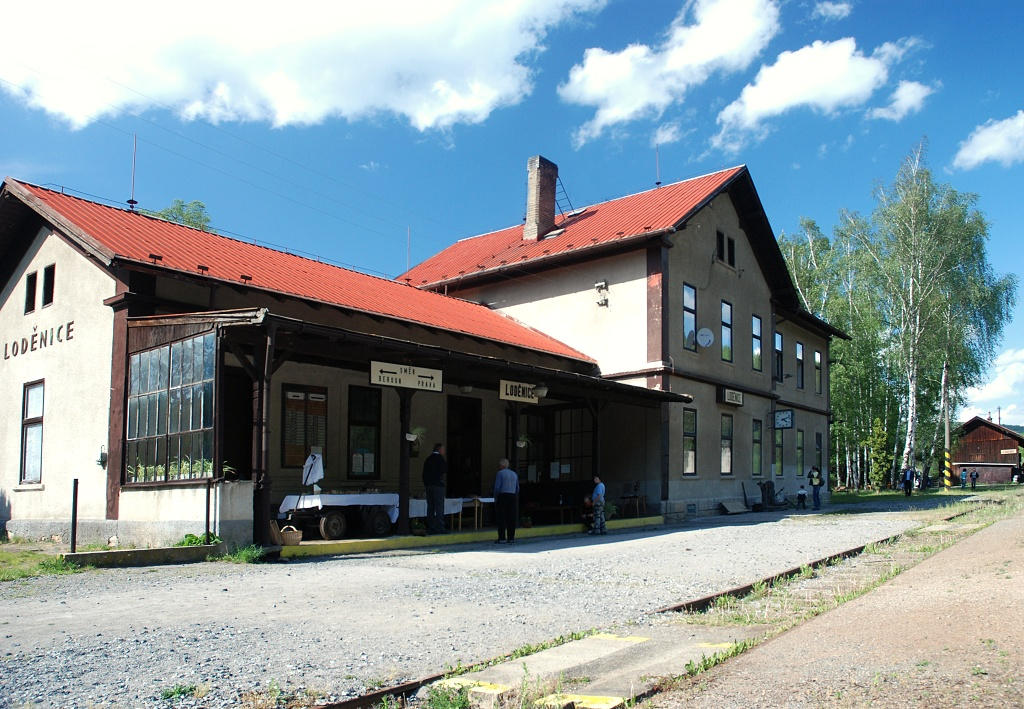
Здание железнодорожной станции в Лоденице, где проходили съёмки фильма

Фильм основан на одноимённом романе 1965 года известного чешского писателя Богумила Грабала. Ранее Иржи Менцель уже экранизировал одно из произведений Грабала, сняв главу «Смерть господина Бальтазара» для фильма-антологии рассказов Грабала «Жемчужинки на дне» (1965). Студия «Баррандов» сначала предложила этот проект более опытным режиссёрам Эвальду Шорму и Вере Хитиловой («Поезда под наблюдением» стали первым полнометражным фильмом Менцеля), но никто из них не увидел способа перенести книгу на экран. Менцель и Грабал тесно сотрудничали над сценарием фильма, внеся ряд изменений в роман.
Первым выбором Менцеля на главную роль Милоша был Владимир Пухольт, но он был занят на съёмках фильма Иржи Крейчика «Свадьба что надо!». Менцель рассматривал возможность сыграть роль самому, но пришел к выводу, что в свои почти 28 лет он слишком стар. Были проведены пробы с 15 непрофессиональными актерами, после чего жена Ладислава Фикара (поэта и издателя) предложила кандидатуру поп-певца Вацлава Нецкаржа. Менцель рассказывал, что сам сыграл эпизодическую роль доктора, после того как актёр, первоначально занятый в фильме, не явился на съёмки.
Съёмки начались в конце февраля 1966 года и продолжались до конца апреля того же года. Они проходили внутри и вокруг здания вокзала в городке Лоденице. 
Сотрудничеству между Менцелем и Грабалом суждено было продолжиться: «Жаворонки на нитке» (снятые в 1969 году, но выпущенные только в 1990 году), «Первая стрижка» (1981), «Праздник подснежников» (1984) и «Я обслуживал английского короля» (2006) были сняты Менцелем и основаны на произведениях Грабала.

## Награды и номинации
- 1966 — Международный кинофестиваль Мангейм — Гейдельберг
  - Гран-при (Иржи Менцель)
- 1968 — премия «Оскар»
  - Лучший фильм на иностранном языке
- 1968 — премия «Золотой глобус»
  - Номинация на лучший фильм на иностранном языке
- 1969 — премия BAFTA
  - Номинация на лучший фильм (Иржи Менцель)
  - Номинация на лучший звук (Иржи Павлик)
- 1969 — премия Гильдии режиссёров Америки
  - Номинация на лучшую режиссуру (Иржи Менцель)